# З темряви (2022, фільм)
«З темряви» (також зустрічається «Утеча з темряви») (англ. Out of Darkness) — британський горор/трилер 2022 року, знятий режисером Ендрю Каммінгом. Це його повнометражний дебют. У головних ролях — Софія Оклі-Грін, Чуку Моду, Кіт Янг, Айола Еванс та Арно Люнінг.
Світова прем'єра відбулася на Лондонському кінофестивалі 6 жовтня 2022 року. Софія Оклі-Грін отримала нагороду за свою роль на цьому фестивалі. Перший показ в кінотеатрах відбувся 9 лютого 2024 року.

## Сюжет
Пізній палеоліт, 45 тис років тому. Група первісних людей прямує на захід у пошуках притулку. Їм вдалося переправитися через море і тепер вони в пошуках їжі та нового дому. Лідером групи є Адем. Поруч з ним його вагітна дружина Аве, малолітній син Херон та молодший брат Гейрр. Також на подорож з Адемом зважилися молода дівчина Бея та літній чоловік Одал. Вся група вже довгий час голодує, тому з кожним днем ситуація все ускладнюється.
Землі, куди привів свою групу Адем, виявилися безплідними. Одал пояснює все це тим, що цей край проклятий і їм потрібно прямувати на південь. Однак Адем стоїть на своєму та запевняє, що наступні полювання покращать їх становище. Хоча він розуміє, що ще кілька днів без їжі можуть призвести до того, що Аве втратить його ненароджену дитину.
Під час чергового полювання Адем та Гейрр знаходять рештки якоїсь тварини. При цьому лідера групи лякая той факт, що хтось чи щось її вполював, а значить, тут є небезпечний хижак. Тому Адем просить брата не говорити іншим про їх знахідку.
Незважаючи на голод, група продовжує свій шлях до гір, щоб там знайти собі прихисток серед печер. Втім, Адем не наважується вести своїх людей через ліс, відчуваючи там небезпеку. Зупинившись на ночівлю посеред степу, група зазнає нападу якоїсь істоти, яка викрадає Херона. Його батько готовий шукати сина навіть в темряві, проте Гейрр благає брата не йти, бо без нього група скоріше загине, ніж зможе вижити у важких умовах. Вже зранку всі починають пошуки Херона і доволі скоро знаходять його хутро. Відсутність крові дає надію, що хлопчик ще живий. Однак сліди викрадача ведуть в ліс, куди з острахом боявся йти Адем...

## У ролях
- Софія Оклі-Грін — Бея
- Чуку Моду — Адем
- Кіт Янг — Гейрр
- Айола Еванс — Аве
- Луна Мвезі — Херон
- Арно Люнінг — Одал

## Відгуки
На сайті Rotten Tomatoes фільм отримав рейтинг 85% на основі 110 відгуків. На сайті Metacritic рейтинг картини становить 68% на основі 18 відгуків. Серед іншого схвальні відгуки отримав музичний супровід до фільму, за який відповідав композитор Адам Бзовський.
Загалом деякі критики зазначають, що фільм не є типовим горором, скоріше він належить до такого піджанру як слешер.